# Wonowoso
Wonowoso is een bestuurslaag in het regentschap Demak van de provincie Midden-Java, Indonesië. Wonowoso telt 4831 inwoners (volkstelling 2010).